# Karri Rämö
Karri Rämö, född 1 juli 1986, är en finländsk professionell ishockeymålvakt som spelar för Djurgårdens IF i SHL.

## Karriär
Rämö draftades i tredje rundan i 2004 års draft av Tampa Bay Lightning som 191:a spelare totalt. Han gjorde sin SM-liigadebut under säsongen 2003-04 med Pelicans efter att laget hade förlorat sin chans att gå till slutspel. Nästa säsong spelade han 26 matcher med Pelicans, och skrev sedan ett kontrakt med HPK för säsongen 2005-06. Rämö delade målvaktsposten med Miika Wiikman, fick en hög räddningsprocent och blev till slut finska mästare. Rämö representerade även Finland i JVM 2006 som backup till Tuukka Rask.
Efter HPK:s mästerskapseger skrev Tampa Bay Lightning ett tvåvägskontrakt med Rämö. Efter att ha spelat med Norfolk Admirals i AHL, gjorde han sin NHL-debut den 2 december mot Ottawa Senators då han ersatte Johan Holmqvist. Den 20 december vann Rämö sin första NHL-match då han spelade från start mot Toronto Maple Leafs.
Tampa Bay värvade Olaf Kölzig som andramålvakt bakom Mike Smith och Rämö började därför säsongen 2008-09 med Norfolk. Under säsongen kallades dock Ramö upp ett flertal gånger och totalt blev det 24 matcher i NHL. Med utsikterna för fortsatt spel i AHL under säsongen 2009-10 lämnade Ramö Nordamerika och skrev den 23 juni 2009 ett tvåårskontrakt med Avangard Omsk i KHL.
Den 16 augusti 2010 trejdades Rämös NHL-rättigheter till Montreal Canadiens i utbyte mot Cédrick Desjardins.
I januari 2011 blev Rämö för andra året i rad utvald som målvakt för Eastern Conference i KHL:s All star-match då han fick flest röster av alla spelare i ligan. En skada hindrade dock honom från att delta i matchen.
Den 12 januari 2012 blev Rämö, tillsammans med Michael Cammalleri och ett 5:e-rundasval i NHL Entry Draft 2012, trejdad till Calgary Flames för René Bourque, Patrick Holland och ett 2:a-rundasval i NHL Entry Draft 2013. Den 5 juli 2013 återvände Rämö till Nordamerika och NHL då han skrev ett tvåårskontrakt med Calgary Flames.